# Мищак Іван Миколайович
Мищак Іван Миколайович (1 липня 1976, с. Кальна Долинського району Івано-Франківської обл.) — український історик та правознавець.
Заступник керівника Дослідницької служби Верховної Ради України.
Заступник головного редактора "Наукових записок Інституту законодавства Верховної Ради України".
Державний службовець 3-го рангу.
Доктор історичних наук, професор, заслужений діяч науки і техніки України.

## Біографія
Народився 1 липня 1976 р. в с. Кальна Долинського району Івано-Франківської обл.
У 1998 р. закінчив історичний факультет Київського університету імені Тараса Шевченка, у 2001 р. — аспірантуру історичного факультету Київського університету імені Тараса Шевченка за спеціальністю архівознавство.
З 2001 року працював у Службі інформаційно-аналітичного забезпечення органів державної влади Національної бібліотеки України імені В. І. Вернадського, де пройшов шлях від молодшого до старшого наукового співробітника, керівника групи аналітиків.
У 2002–2005 рр. був помічником-консультантом народного депутата України.
З листопада 2005 року працює в Інституті законодавства Верховної Ради України: до 2007 року на посаді головного консультанта; з 2007 року — на посаді завідувача інформаційно-аналітичного сектору; у 2014 році  — на посаді завідувача відділу європейського права та міжнародної інтеграції; у 2015 — 2022 роках — завідувач науково-організаційного відділу; з липня 2022 року — заступник керівника Інституту законодавства.
Із серпня 2022 року — заступник керівника Дослідницької служби Верховної Ради України.
У 2002 р. захистив дисертацію на здобуття наукового ступеня кандидата історичних наук на тему «Розвиток архівної справи в Україні (1943 — середина 1960-х років)».
У 2009 році присвоєно вчене звання старшого наукового співробітника зі спеціальності 12.00.02 — конституційне право; муніципальне право.
У 2011 році захистив дисертацію на здобуття наукового ступеня доктора історичних наук на тему «Історіографія інкорпорації та радянізації західноукраїнських земель (1939–2010 рр.)».
У 2011–2019 рр. професор кафедри культурології Факультету філософської освіти і науки НПУ імені М. П. Драгоманова.
У 2018–2019 рр. професор кафедри богослов'я та релігієзнавства Факультету філософії та суспільствознавства НПУ імені М. П. Драгоманова.
У 2013–2015 рр. — професор кафедри правознавства Київського університету імені Бориса Грінченка.
Із грудня 2017 — до грудня 2019 року — голова Науково-методичної ради з питань охорони культурної спадщини Міністерства культури України.
Указом Президента України "Про відзначення державними нагородами України з нагоди Дня науки" № 338/2024 від 18 травня 2024 року присвоєно почесне звання "Заслужений діяч науки і техніки України".
Одружений та виховує трьох дітей.

## Громадська позиція
Займає активну патріотичну позицію. Взяв участь в організації експертного Слухацького клубу «Чесне слово» НАДУ при Президентові України.

## Наукова діяльність
Тематика наукових досліджень охоплює ключові проблеми історії України, історіографії, джерелознавства та архівознавства, історії держави і права України та зарубіжних країн, конституційного права України, державно-конфесійних відносин.
Є автором більше 300 наукових, науково-популярних та навчально-методичних праць, у тому числі трьох індивідуальних монографій та кількох науково-практичних посібників.

#### Монографії
1. Мищак, Іван Миколайович (2006). Архівна справа в Україні середини 1940-х – середини 1960-х років (історичний нарис) (укр.). Київ: НАН України. Нац. б-ка України ім. В.І.Вернадського. с. 188.
2. Мищак, Іван Миколайович (2010). Інкорпорація та радянізація західноукраїнських земель (1939 – початок 1950-х рр.): історіографія (укр.). Київ: Інститут законодавства Верховної Ради України. с. 509. ISBN 966-8126-57-2.
3. Мищак, Іван Миколайович (2018). Хай буде Україна вільною (Державотворчий процес під час Української революції 1917 – 1921 років) (uk). Київ: Інститут законодавства Верховної Ради України. с. 141.

### Наукові публікації
1. Мищак І. М. Діяльність оперативних груп Архівного управління України по збиранню документальних матеріалів (1941–1944 рр.) // Історія України: Маловідомі імена, події, факти: Зб. статей / П. Т. Тронько та ін. (відп. ред.); НАН України, Інститут історії України.- К.: Рідний край. — Вип. 6. — 1999.- С. 204–209.
2. Мищак І. М. В. І. Стрельський як організатор підготовки істориків-архівістів // Архівознавство. Археографія. Джерелознавство: Міжвідомчий науковий збірник / Редкол. Р. Я. Пиріг (відп. ред.) та ін.; Головне архівне управління України, НАН України, Інститут історії України, Київський національний університет імені Тараса Шевченка та ін. — Вип. 1: Архів і особа.- К., 1999.- С. 274–278.
3. Мищак І. М. З історії комплектування та впорядкування архівів України у повоєнні роки // Архівознавство. Археографія. Джерелознавство: Міжвідомчий науковий збірник / Редкол. Р. Я. Пиріг (відп. ред.) та ін.; Головне архівне управління України, НАН України, Інститут історії України, Київський національний університет імені Тараса Шевченка та ін.- Вип. 2: Архівознавчі читання.- К., 2000.- С. 173–182.
4. Мищак І. М. Відновлення та розвиток архівної системи України. Реевакуація та реституція архівних матеріалів (1943–1945) // Вісник Київського національного університету ім. Тараса Шевченка. Історія.- Вип. 46.- К., 2000.- С. 46-50.
5. Мищак І. М. Науково-видавнича діяльність архівних установ України (1944–1955) // Вісник Київського національного університету ім. Тараса Шевченка. Історія.- Вип. 49.- К., 2000.- С. 56-60.
6. Мищак І. М. Співробітництво архівних установ України з архівами зарубіжних країн та інших республік СРСР у роки хрущовської відлиги (1956-й — середина 1960-х рр.) // Вісник Київського національного університету ім. Тараса Шевченка. Історія.- Вип. 53.- К., 2001.- С. 33-38.
7. Мищак І. М. Підготовка кадрів архівістів в Україні у повоєнні роки (1944–1955) // Проблеми архівознавства і джерелознавства: Зб. наук. праць до 90-річчя від дня народження проф. В. І. Стрельського.- К., 2001.- С. 81-92.
8. Мищак І. М. Роль архівних установ у дослідженні історії міст і сіл України // Історія України: Маловідомі імена, події, факти: Зб. статей / П. Т. Тронько та ін. (відп. ред.); НАН України, Інститут історії України.- Київ-Донецьк: Рідний край. — Вип. 16. — 2001. — С. 255–259.
9. Мищак І. М. Відбудова та зміцнення матеріальної бази архівів України (1944–1955 рр.) // Спеціальні історичні дисципліни: питання теорії та методики: Збірка наукових праць та спогадів. — Число 6 (7). — У двох част. / Відп. ред. М. Ф. Дмитрієнко. — К.: НАН України. Інститут історії України, 2001. — Ч. 2. — С. 265-278.
10. Мищак І. М. Історіографія розвитку архівної справи в Україні (1943 — середина 1960-х рр.) // Історіографічні дослідження в Україні: Збірник наукових праць на пошану вченого-історика, доктора історичних наук, професора Р. Г. Симоненка / Відп. ред. Ю. А. Пінчук. — К.: НАН України, Ін-т історії України, 2002.- Вип. 11.- С. 153–166 (1 друк. арк.).
11. Кентій А. В., Мищак І. М. Розбудова мережі архівних установ та підготовка кадрів архівістів // Нариси історії архівної справи в Україні / За заг. ред. І. Б. Матяш та К. І. Климової. — К.: Видавн. дім «КМ Академія», 2002. — С. 465–484.
12. Мищак І. М. Заходи українських архівістів щодо створення і вдосконалення науково-довідкового апарату архівів (1950–1960 рр.) // Архівознавство. Археографія. Джерелознавство: Міжвідомчий науковий збірник. — Вип. 5: Архіви — складова інформаційних ресурсів суспільства.- К., 2002.- С. 98-103.
13. Мищак І. М. Науково-інформаційна діяльність архівних установ України (друга половина 1950-х — перша половина 1960-х рр.) // Спеціальні історичні дисципліни: питання теорії та методики.- Число 8-9.- У 2-х ч.- Відп. ред. М. Ф. Дмитрієнко. — К.: НАН України. Інститут історії України, 2002. — Част. 2.- С. 268–277.
14. Мищак І. М. Розвиток архівної справи в Україні (1943 — середина 1960-х років) [Текст]: дис… канд. іст. наук: 07.00.06 / Мищак Іван Миколайович ; Київський національний ун-т ім. Тараса Шевченка. — К., 2002. — 205 арк.
15. Мищак І. Джерела з історії архівної справи в Україні (1943 — середина 1960-х рр.) // Архівознавство. Археографія. Джерелознавство: Міжвідомчий збірник наукових праць / Редкол. Р. Я. Пиріг (відп. ред.) та ін.; Головне архівне управління України, НАН України, Інститут історії України, Київський національний університет імені Тараса Шевченка та ін. — К., 2003. — Вип. 6. — С. 7-12.
16. Мищак І. М. Історія архівної справи другої половини 1940-х — першої половини 1960-х рр. як складова історії української культури // Восьма конференція молодих істориків освіти, науки і техніки. 23 травня 2003 р., м. Київ: Матеріали конференції. — К., 2003. — С. 138–144.
17. Мищак І. М. Інтернет-видання як джерело оперативної інформації при підготовці інформаційно-аналітичних матеріалів для владних структур // Україна: події, факти, коментарі / Інформаційно-аналітичний журнал. — 2003. — № 1. — С. 60-65.
18. Мищак І. М. Діяльність архівних установ України в евакуації у роки Великої Вітчизняної війни (1941–1944) // Спеціальні історичні дисципліни: питання теорії та методики. — Число 10. — У 2-х част. Відп. ред. М. Ф. Дмитрієнко. — К.: НАН України. Інститут історії України, 2003. — Част. 2. — С. 266–276.
19. Мищак І. М. Інформаційні технології оперативного інформаційно-аналітичного забезпечення владних структур // Україна: події, факти, коментарі / Інформаційно-аналітичний журнал. — 2003. — № 19. — С. 84-88.
20. Мищак І. М. Проблеми та перспективи розвитку туризму на Прикарпатті // Туристично-краєзнавчі дослідження / Федерація профспілок України, Інститут туризму. — Випуск 5. — К., 2004. — С. 192–198.
21. Мищак І. М. Джерела з історії архівної справи в Україні (середина 1940-х — середина 1960-х років) // Історія української науки на межі тисячоліть: Зб. наук. праць / Відп. редактор О. Я. Пилипчук. Вип. 14. — К., 2004. — С. 79-85.
22. Мищак І. М. Досвід оперативно-організаційної та методичної роботи щодо інформаційного забезпечення управлінських рішень // Україна: події, факти, коментарі / Інформаційно-аналітичний журнал. — К., 2004. — № 20. — С. 72-78.
23. Мищак І. М. Український національний фронт: створення і діяльність // Історія української науки на межі тисячоліть: Зб. наук. праць / Відп. редактор О. Я. Пилипчук. — Вип. 16. — К., 2004. — С. 118–127.
24. Мищак І. М. Діяльність архівних установ України в роки Великої Вітчизняної війни // Історія України: Маловідомі імена, події, факти: Зб. статей / П. Т. Тронько та ін. (відп. ред.). Вип. 26. — К.: Інститут історії України НАН України, 2004. — С. 96-108.
25. Мищак І. М. Перегрупування політичних партій та організацій як стадія підготовки до парламентських виборів // Україна: події, факти, коментарі / Інформаційно-аналітичний журнал. — К., 2005. — № 1. — С. 15-20.
26. Мищак І. М. Політичне об'єднання «Нова демократія»: плани та перспективи щодо місця в українській політиці // Україна: події, факти, коментарі / Інформаційно-аналітичний журнал. — К., 2005. — № 2. — С. 52-57.
27. Мищак І. М. Проблеми та перспективи створення єдиної партії на основі блоку «Наша Україна» // Україна: події, факти, коментарі / Інформаційно-аналітичний журнал. — К., 2005. — № 3. — С. 23-26.
28. Мищак І. М. Візит Президента України В. Ющенка до США: оцінки та коментарі // Україна: події, факти, коментарі / Інформаційно-аналітичний журнал. — К., 2005. — № 7. — С. 9-19.
29. Мищак І. М. Відновлення архівної справи в Західній Україні (1944–1949 рр.) // Україна XX ст.: культура, ідеологія, політика. Збірник статей. Вип. 8. — К.: Інститут історії України НАН України, 2005. — С. 185–190.
30. Мищак І. М. Вільнюська зустріч міністрів закордонних справ країн — членів НАТО в контексті євроатлантичної інтеграції України // Україна: події, факти, коментарі / Інформаційно-аналітичний журнал. — К., 2005. — № 8. — С. 5-12.
31. Мищак І. М. Організаційна розбудова партії НСНУ та заходи щодо підготовки до парламентських виборів // Україна: події, факти, коментарі / Інформаційно-аналітичний журнал. — К., 2005. — № 10. — С. 39-48.
32. Мищак І. М. Візит Президента України В. Ющенка до Казахстану: традиційна зустріч глав держав чи спроба вирішення назрілих проблем? // Україна: події, факти, коментарі / Інформаційно-аналітичний журнал. — К., 2005. — № 11. — С. 5-12.
33. Мищак І. М. Активізація зовнішньої політики України в контексті євроатлантичної інтеграції // Україна: події, факти, коментарі / Інформаційно-аналітичний журнал. — К., 2005. — № 12. — С. 6-15.
34. Мищак І. М. Перспективи створення блоку НСНУ — БЮТ — НПУ для участі в парламентських виборах // Україна: події, факти, коментарі / Інформаційно-аналітичний журнал. — К., 2005. — № 13. — С. 15-21.
35. Мищак І. М. Упорядкування архівних документів у Західній Україні (друга половина 1940-х — перша половина 1950-х рр.) // Історико-географічні дослідження в Україні. Збірка наукових праць. Число 8. Відп. ред. М. Ф. Дмитрієнко. — К., НАН України, Ін-т історії України, 2005. — С. 218–228.
36. Мищак І. М. Позиція Ю. Тимошенко в контексті останніх політичних подій // Україна: події, факти, коментарі / Інформаційно-аналітичний журнал. — К., 2005. — № 18. — С. 19-28.
37. Мищак І. М. Питання оптимізації підготовки інформаційно-аналітичного продукту бібліотек у сучасних умовах // Україна: події, факти, коментарі / Інформаційно-аналітичний журнал. — К., 2005. — № 21. — С. 79-85.
38. Мищак І. М. Наукова робота архівних установ України в роки хрущовської «відлиги» // Спеціальні історичні дисципліни: питання теорії та методики. Збірка наукових праць: У двох частинах / Відп. ред. М. Ф. Дмитрієнко. — К., НАН України, Інститут історії України. — 2005. Число 12. Част. 1. — С. 20-32.
39. Мищак І. М. Досвід оперативно-організаційної та методичної роботи щодо інформаційного забезпечення управлінських рішень // Наукові праці Національної бібліотеки України ім. В. І. Вернадського. Вип. 14 / НАН України. Нац. б-ка України ім. В. І. Вернадського. АБУ; Ред. кол.: О. С. Онищенко (гол.) та ін. — К., 2005. — С. 67-74.
40. Мищак І. М. Провладні політичні сили в сучасних умовах // Резонанс. −2005. — № 27. — С. 10-18.
41. Мищак І. М. Партія регіонів у сучасних умовах // Резонанс. — 2005. — № 30. — С. 8-11.
42. Мищак І. М. Створення партії «Наша Україна»: проблеми та перспективи // Резонанс. — 2005. — № 33. — С. 8-13.
43. Мищак І. М. Візит Президента України В. Ющенка до Німеччини // Резонанс. — 2005. — № 38. — С. 8-17.
44. Мищак І. М. Візит Президента Росії В. Путіна в Україну // Резонанс. — 2005. — № 43. — С. 11-20.
45. Мищак І. М. Партія промисловців і підприємців України в сучасних умовах // Резонанс. — 2005. — № 49. — С. 10-17.
46. Мищак І. М. Партія «Трудова Україна» в сучасних умовах // Резонанс. — 2005. — № 55. — С. 7-13.
47. Мищак І. М. Організаційна розбудова партії НСНУ та заходи щодо підготовки до парламентських виборів // Резонанс. — 2005. — № 66. — С. 6-20.
48. Мищак І. М. Суперечності між Ю. Тимошенко й А. Кінахом: опозиція всередині влади чи тактична гра напередодні парламентських виборів // Резонанс. — 2005. — № 69. — С. 6-15.
49. Мищак І. М. Активізація зовнішньої політики України в контексті євроатлантичної інтеграції // Резонанс. — 2005. — № 77. — С. 6-19.
50. Мищак І. М. Створення громадського форуму «Об'єднаймо Україну» у відгуках політиків і експертів // Резонанс. — 2005. — № 97. — С. 12-19.
51. Мищак І. М. Перспективи створення єдиного виборчого блоку Партією регіонів та СДПУ(о) // Резонанс. — 2005. — № 101. — С. 24-30.
52. Мищак І. М. Ситуація довкола голосування у Верховній Раді 20 вересня щодо призначення Прем'єр-міністром Ю. Єханурова // Резонанс. — 2005. — № 115. — С. 10-19.
53. Мищак І. М. Діяльність Голови Верховної Ради України В. Литвина в контексті підготовки до парламентських виборів // Резонанс. — 2005. — № 117. — С. 10-18.
54. Мищак І. М. Діяльність Республіканської партії України напередодні початку виборчої кампанії // Резонанс. — 2005. — № 126. — С. 15-23.
55. Мищак І. М. Громадська партія «Пора» в сучасному політичному процесі // Резонанс. — 2005. — № 130. — С. 11-21.
56. Мищак І. М. Політичні акції 7 листопада в Києві // Резонанс. — 2005. — № 134. — С. 11-17.
57. Мищак І. М. Діяльність уряду: оцінки та коментарі // Резонанс. — 2005. — № 135. — С. 19-33.
58. Мищак І. М. Програмні документи УНФ як джерело з історії суспільно-політичної думки українського національно-визвольного руху // Спеціальні історичні дисципліни: питання теорії та методики. Збірка наукових праць: У двох частинах / Відп. ред. М. Ф. Дмитрієнко. — К., НАН України, Інститут історії України. — 2006. Число 13. Част. 2. — С. 56-67.
59. Мищак І. М. До питання правомірності включення західноукраїнських земель до складу Другої Речі Посполитої // Молода нація. — 2006. — № 4(41). — С. 41-49.
60. Мищак І. М. Архівна справа в Україні середини 1940-х — середини 1960-х років (історичний нарис) / НАН України. Нац. б-ка України ім. В. І. Вернадського. — К., 2006. — 188 с.
61. Мищак І. М. Канадські історії // Віче. — 2007. — № 3-4. — С. 78.
62. Мищак І. М. Ліквідація греко-католицької церкви в Україні в повоєнні роки: історіографія // Історіографічні дослідження в Україні / Голова редколегії В. А. Смолій; відп. ред. О. А. Удод. — К.: НАН України. Ін-т історії України, 2007. — Вип. 17. — С. 270–287.
63. Мищак І. М. Зміна правовідносин між державою і громадянином у СРСР у 1950-х — першій половині 1960-х років // Право України. — 2007. — № 6. — С. 131–134.
64. Мищак І. М. Інкорпорація західноукраїнських земель до складу УРСР у 1939–1941 роках: історіографія // Збірник наукових праць Науково-дослідного інституту українознавства. — К.: Українське агентство інформації та друку «Рада», 2007. — С. 416–423.
65. Мищак І. М. Українське питання в планах СРСР та європейських держав напередодні Другої світової війни: історіографія // Міжнародні зв'язки України: наукові пошуки і знахідки. — Вип. 16: Міжвідомчий збірник наукових праць / Відп. ред. С. В. Віднянський. — К.: Ін-т історії України НАН України, 2007. — С. 289–298.
66. Мищак І. М. Актуалізація досвіду діяльності Державної думи Російської імперії в процесі розбудови українського парламентаризму // Право України. — 2007. — № 12. — С. 121–125.
67. Мищак І. М. Суспільні перетворення на західноукраїнських землях після їх приєднання до Української РСР: бачення проблеми сучасними істориками // Молода нація. — 2007. — № 2(43). — С. 51-67.
68. Мищак І. М. Становище Північної Буковини та Бессарабії у складі Румунії перед приєднанням до Української РСР: історіографія // Спеціальні історичні дисципліни: питання теорії та методики. Збірка наукових праць / Відп. ред. Г. В. Боряк. — Київ: НАН України, Інститут історії України. — 2007. — Число 15. — С. 222–232.
69. Путівник по українському законодавству / А. П. Яценюк (загальна редакція). — К.: Парламентське вид-во, 2007. — 352 с. (член колективу авторів).
70. Питання парламентського права в актах Конституційного Суду України / За заг. ред. А. П. Яценюка. — К.: Парламентське вид-во, 2007. — 472 с. (член колективу упорядників).
71. Мищак І. М. Деякі підсумки законодавчої діяльності Верховної Ради України 5-го скликання щодо виконання Перспективного плану законодавчих робіт // Право України. — 2008. — № 3. — С. 7-11.
72. Мищак І. М. Сучасна українська та польська історіографії про волинську трагедію 1943 року // Історіографічні дослідження в Україні / Голова редколегії В. А. Смолій; відп. ред. О. А. Удод. — К.: НАН України. Ін-т історії України, 2008. — Вип. 18. — С. 456–464.
73. Мищак І. М. До проблеми законодавчого забезпечення парламентаризму в Україні // LXIV науково-практична конференція науково-педагогічних працівників, аспірантів, студентів та структурних підрозділів університету. — К.: НТУ, 2008. — С. 231–232.
74. Мищак І. М. До історії законотворчості Західноукраїнської Народної Республіки // Право України. — 2008. — № 10. — С. 156–163.
75. Мищак І. М. Механізми державного підпорядкування і радянізації Західної України в 1939–1941 рр.: політико-правовий аспект // Становлення і розвиток української державності: Матеріали Всеукр. наук.-практ. конф., Київ, МАУП, 27 жовт. 2006 р. — К.: ДП "Вид. дім «Персонал», 2008. — С. 56-62.
76. Мищак І. М. Сучасна історіографія політики гітлерівського окупаційного режиму на західноукраїнських землях у роки Другої світової війни // Університет: наук. іст.-філос. журн. — К.: Київ. славіст. ун-т. — 2008. — № 4. — С.49-60.
77. Мищак І. М. Закарпаття напередодні Другої світової війни у працях сучасних українських істориків // Історіографічні дослідження в Україні / Голова редколегії В. А. Смолій; відп. ред. О. А. Удод. — К.: НАН України. Ін-т історії України, 2008. — Вип. 19. — С. 410–421.
78. Мищак І. М. Спадкове право за «Правами, за якими судиться малоросійський народ» (1743 р.) // Юридична Україна. — 2009. — № 1. — С. 9-14. (link)
79. Мищак І. М. Боротьба українців за національні права та інтереси в австрійському парламенті (друга половина XIX ст. — 1918 р.) // Право України. — 2009. — № 3. — С. 161–167.
80. Мищак І. М. Законодавча діяльність Верховної Ради України 5-го скликання у соціальній сфері // Право України. — 2009. — № 6. — С. 100–105.
81. Мищак І. М. Соціально-економічні та культурні перетворення на західноукраїнських землях після включення їх до складу УРСР: новітня історіографія // Історико-географічні дослідження в Україні. Збірка наукових праць. Число 11 / Відп. ред. Г. В. Боряк. — К.: НАН України, Ін-т історії України, 2009. — C.276-287.
82. Мищак І. М. Формування представницьких органів влади на західноукраїнських землях після їх приєднання до Української РСР: історіографія // Становлення і розвиток української державності. — Вип. 3. — Матеріали Всеукр. наук.-практ. конф. «Державна та регіональна політика України в умовах глобалізації», Київ, МАУП, 24 жовт. 2008 р. — К.: ДП "Вид. дім «Персонал», 2009. — С. 55-62.
83. Мищак І. М. Східна Галичина та Західна Волинь у складі II Речі Посполитої напередодні Другої світової війни: історіографія // Україна — Європа — Світ. — Вип. 2: Міжнародний збірник наукових праць. Серія: Історія, міжнародні відносини / Гол. ред. Л. М. Алексієвець. — Тернопіль: Вид-во ТНПУ імені В. Гнатюка. — 2009. — С. 183–190.
84. Мищак І. М. Економічна політика радянської влади на західноукраїнських землях у повоєнний період: історіографія // Матеріали 8-ї Всеукраїнської наукової конференції «Актуальні питання історії науки і техніки» (м. Очаків, 17-19 жовтня 2009 р.) / Центр пам'яткознавства НАН України і УТОПІК, Асоціація працівників музеїв технічного профілю, Академія інженерних наук України, Історико-культурна асоціація «Україна — Туреччина», Очаківська міська рада. — К., 2009. — С. 64-66.
85. Мищак І. М. Польський рух Опору на західноукраїнських землях в роки Другої світової війни: історіографія // Університет: наук. іст.-філос. журн. — К.: Київ. славіст. ун-т. — 2009. — № 4. — С. 42-51.
86. Мищак І. М. Народний депутат як суб'єкт законодавчої ініціативи // Актуальні проблеми юридичної науки: Збірник тез міжнародної наукової конференції «Восьмі осінні юридичні читання» (м. Хмельницький, 13-14 листопада 2009 року): У 4-х частинах. — Частина друга. — Хмельницький: Видавництво Хмельницького університету управління та права, 2009. — С. 119–121.
87. Законодавча діяльність Верховної Ради України V та VI скликань: пріоритети, досвід парламентської практики, актуальні проблеми / Загальна редакція В. М. Литвина. — К.: Парламентське вид-во, 2009. — 656 с. (член колективу авторів).
88. Мищак І. М. Релігійне життя на Західній Україні у повоєнний період: історіографія // Збірник наукових праць Науково-дослідного інституту українознавства. — К.: Українське агентство інформації та друку «Рада», 2009. — Т. XXV. — С. 426–437.
89. Мищак І. М. Історіографія українського підпільно-повстанського опору радянському режиму в повоєнні роки // Збірник наукових праць Науково-дослідного інституту українознавства. — К.: Українське агентство інформації та друку «Рада», 2009. — Т. XXVI. — С. 313–324.
90. Мищак І. М. Захист майнових спадкових прав службовців Гетьманщини за «Правами, за якими судиться малоросійський народ» (1743 р.) // Державна служба України в історичному контексті: проблеми становлення та розвитку: Матеріали наук.-практ. конф. до 90-річчя держ. служби України (Київ, 18 листоп. 2008 р.): У 2 т. / За заг. ред. О. Ю. Оболенського, С. В. Сьоміна. — К.: НАДУ, 2009. — Т. 1. — С. 10-12.
91. Мищак І. М. Формування та діяльність органів влади на Закарпатті після визволення краю від нацистських загарбників (1944–1945 рр.) // Державна служба України в історичному контексті: проблеми становлення та розвитку: Матеріали наук.-практ. конф. до 90-річчя держ. служби України (Київ, 18 листоп. 2008 р.): У 2 т. / За заг. ред. О. Ю. Оболенського, С. В. Сьоміна. — К.: НАДУ, 2009. — Т. 1. — С. 43-45.
92. Мищак І. М. Західноукраїнські землі у складі Польщі напередодні Другої світової війни: сучасна історіографія // Університет: наук. іст.-філос. журн. — К.: Київ. славіст. ун-т. — 2009. — № 6. — С. 23-34.
93. Мищак І. М. Возз'єднання Закарпаття з Радянською Україною як важливий етап на шляху до соборності українських земель // Соціально-правові реформи в незалежній Україні: досягнення, проблеми, перспективи / За заг. ред. В. О. Зайчука. — К.: Інститут законодавства, 2009. — С. 99-105.
94. Мищак І. М. Історіографія економічних і соціальних перетворень на західноукраїнських землях у повоєнний період // Питання історії науки і техніки. — 2010. — № 1(13). — С. 2-9.
95. Мищак І. М. Українське питання у міжнародних відносинах напередодні Другої світової війни // Становлення і розвиток української державності: [зб. наук. пр.] / МАУП. — Вип. 2: Матеріали II Всеукр. наук.-практ. конф. «Державне управління і місцеве самоврядування в Україні: пріоритети і перспективи», м. Київ, 2 листоп. 2007 р. / редкол. В. Б. Захожай (голова) та ін. — К.: ДП "Видавничий дім «Персонал», 2010. — С. 83-90.
96. Мищак І. М. Теоретико-методологічні засади історіографії інкорпорації й радянізації західноукраїнських земель Радянським Союзом та Українською РСР (1939 — середина 1950-х рр.) // Університет: наук. іст.-філос. журн. — К.: Київ. славіст. ун-т. — 2010. — № 2. — С. 17-27.
97. Мищак І. М. Законодавче забезпечення гуманітарної політики в Україні // Проблеми законодавчого забезпечення пріоритетних сфер суспільних відносин (на основі аналізу законопроектів, включених до порядку денного четвертої та п'ятої сесій Верховної Ради України шостого скликання) / За ред. В. М. Литвина. — Том 2. — К.: Інститут законодавства Верховної Ради України, 2010. — 471 с. — С. 378–391.
98. Мищак І. М. Возз'єднання Закарпаття з Радянською Україною: сучасна історіографія // Історіографічні дослідження в Україні / Голова редколегії В. А. Смолій; відп. ред. О. А. Удод. НАН України. Інститут історії України. — К.: Ін-т історії України, 2010. — Вип. 20. — С. 455–474.
99. Мищак І. М. Джерельна база історіографії інкорпорації західноукраїнських земель Радянським Союзом (1939–1953 рр.) // Університет: наук. іст.-філос. журн. — К.: Київ. славіст. ун-т, 2010. — № 4. — С. 32-43.
100. Мищак І. М. Колективізація сільського господарства на західноукраїнських землях у 1939–1941 роках: історіографія // Матеріали 9-ї Всеукраїнської наукової конференції «Актуальні питання історії науки і техніки» (м. Житомир, 7-9 жовтня 2010 р.) / Центр пам'яткознавства НАН України і УТОПІК. — К., 2010. — С. 83-86.
101. Мищак І. М. Інкорпорація та радянізація західноукраїнських земель (1939 — початок 1950-х рр.): історіографія / І. М. Мищак [наук. ред. Я. С. Калакура]. — К.: Інститут законодавства Верховної Ради України, 2010. — 509 с.
102. Мищак І. М. Боротьба українського націоналістичного руху з органами радянської влади на завершальному етапі Другої світової війни: історіографія // Гілея. — 2010. — № 40. — С. 71-84.
103. Мищак І. М. Сучасна історіографія українського руху Опору на західноукраїнських землях в роки Другої світової війни // Університет: наук. іст.-філос. журн. — К.: Київ. славіст. ун-т, 2010. — № 5. — С. 28-40.
104. Мищак І. М. До питання легітимності возз'єднання Закарпаття з Радянською Україною // Становлення і розвиток української державності: [зб. наук. пр.] / МАУП. — Вип. 4: Матеріали IV Всеукр. наук.-практ. конф. «Державне управління в умовах політичної модернізації України: стан та проблеми», м. Київ, МАУП, 23 жовт. 2009 р. / редкол. М. Ф. Головатий (голова) [та ін.]. — К.: ДП "Видавничий дім «Персонал», 2010. — С. 44-49.
105. Мищак І. М. Сучасна історіографія суспільно-політичних перетворень на західноукраїнських землях у другій половині 1940-х — на початку 1950-х років // Наукові записки Інституту політичних і етнонаціональних досліджень ім. І. Ф. Кураса НАН України. — 2010. — № 4 (48). — С. 426–436.
106. Мищак І. М. Українсько-польський обмін населенням у 1944–1946 рр.: новітня історіографія // Гілея. — 2010. — № 42. — С. 152–159.
107. Мищак І. М. Політико-правовий аспект приєднання західноукраїнських земель до складу СРСР та УРСР у 1939–1941 роках: сучасна українська історіографія // Наукові праці Кам'янець-Подільського національного університету імені Івана Огієнка: збірник за підсумками звітної наукової конференції викладачів, докторантів і аспірантів. — Випуск 9. У 5-ти томах. — Кам'янець-Подільський: Кам'янець-Подільський національний університет імені Івана Огієнка, 2010. — Т. 1. — С. 146–148.
108. Мищак І. М. Деякі питання удосконалення контрольної функції парламенту // Наукові записки Інституту законодавства Верховної Ради України. — 2010. — № 3. — С. 37 — 43.
109. Мищак І. М. Соціальні перетворення в Західній Україні у повоєнні роки: історіографія // Наукові записки Інституту політичних і етнонаціональних досліджень ім. І. Ф. Кураса НАН України. — 2010. — № 5 (49). — С. 416–425.
110. Мищак І. М. Співпраця населення Західної України з нацистами в роки Другої світової війни: новітня українська історіографія // Регіональні проблеми української історії: Збірник наукових праць. — Вип. 3. — Умань, 2010. — С. 98-109.
111. Мищак І. М. Історіографія інкорпорації та радянізації західноукраїнських земель (1939–2010 рр.) [Текст]: дис. … д-ра іст. наук : 07.00.06 / Мищак Іван Миколайович ; Ін-т законодавства Верховної Ради України. — К., 2010. — 458 арк.
112. Мищак І. М. «Безпомічний світ» чи світ надій, або кілька нотаток за мотивами творчості Ігоря Соханя // Молода нація. — 2011. — Спецвипуск (№ 52). — С. 267–270.
113. Мищак І. М. Конституційно-правові аспекти реалізації народними депутатами України права законодавчої ініціативи // Наукові записки Інституту законодавства Верховної Ради України. — 2011. — № 3(6). — С. 56 — 61.
114. Мищак І. М. Правова регламентація діяльності комітетів Верховної Ради України // Наукові записки Інституту законодавства Верховної Ради України. — 2011. — № 5(8). — С. 39 — 44.
115. Мищак І. М. Рецепція норм Конституції Української Народної Республіки щодо захисту прав і свобод людини та громадянина в Конституції України // Новітні державотворчі процеси в Україні: виклики і перспективи. — К. : Інститут законодавства Верховної Ради України. — 2011. — С. 62 — 66.
116. Мищак І. М. Дмитро Квецко — ідеолог і натхненник Українського національного фронту // Гілея. — 2011. — № 55. — С. 167–173.
117. Мищак І. М. Світові традиції державного управління: впровадження наукових здобутків у практику // Наукові записки Інституту законодавства Верховної Ради України. — 2011. — № 6(9). — С. 193–194.
118. Мищак І. М. Історіографічна оцінка політики радянської влади щодо церкви в Західній Україні у повоєнний період // Трипільська цивілізація. — 2012. — № 1 (6). — С. 15-21.
119. Мищак І. М. До питання співпраці Української греко-католицької церкви з нацистами в роки Другої світової війни // Університет: наук. іст.-філос. журн. — К.: Київ. славіст. ун-т, 2012. — № 2. — С. 51 — 56.
120. Свято об'єднання України (до річниці Акту Злуки УНР і ЗУНР) / Вступне слово В. М. Литвина, Голови Верховної Ради України, академіка НАН України; упоряд. : О. Л. Копиленко, І. М. Мищак. — Репринт. вид. — К. : Інститут законодавства Верховної Ради України, 2012. — 64 с. — (Серія: Із першоджерел. — Вип. І).
121. Почуття права (Законотворчість і законодавчий процес часів Української революції 1917–1921 років) / Вступне слово В. М. Литвина, Голови Верховної Ради України, академіка НАН України; упоряд. : О. Л. Копиленко, Є. Р. Бершеда, В. В. Писаренко, І. М. Мищак. — Репринт. вид. — К. : Інститут законодавства Верховної Ради України, 2012. — 416 с. — (Серія: Із першоджерел. — Вип. ІІ).
122. Ми й вони (Зовнішня політика та зовнішньоекономічна діяльність України часів Української революції 1917–1921 років) / Вступне слово В. М. Литвина, Голови Верховної Ради України, академіка НАН України; упоряд. : О. Л. Копиленко, І. М. Мищак, О. О. Рафальський. — Репринт. вид. — К. : Інститут законодавства Верховної Ради України, 2012. — 312 с. — (Серія: Із першоджерел. — Вип. ІІІ).
123. Мищак Іван. Ярослав Степанович більше ніж науковий керівник // Ярослав Степанович Калакура. До 75-річчя від дня народження та 50-річчя наукової діяльності: біобібліогр. довід. / упоряд. І. Н. Войцехівська, М. Г. Палієнко, М. Г. Щербак, І. М. Мага. — К. : Видавничо-поліграфічний центр «Київський університет», 2012. — С. 39 — 40.
124. Мищак І. М. Нормативно-правове регулювання відновлення майнових прав релігійних громад в Україні // Наукові записки Інституту законодавства Верховної Ради України. — 2012. — № 3. — С. 46 — 51.
125. Мищак І. М. Українське козацтво як національно-культурний феномен // Нові дослідження пам'яток козацької доби в Україні. Збірник наукових праць. — Вип. 21. — Ч. ІІ. — К., 2012. — С. 13 — 17.
126. Мищак І. М. Історіографія культурно-масових перетворень у Західній Україні в повоєнні роки як важливої складової радянізації краю // Гілея. — 2012. — № 62. — С. 179–185.
127. Будова української держави (Економічна та соціальна політика України часів Української революції 1917–1921 років) / Вступне слово В. М. Литвина, Голови Верховної Ради України, академіка НАН України; упоряд. : О. Л. Копиленко, Є. Р. Бершеда, І. М. Мищак. — Репринт. вид. — К. : Інститут законодавства Верховної Ради України, 2012. — 276 с. — (Серія: Із першоджерел. — Вип. IV).
128. Мищак І. М. Удосконалення конституційного законодавства України у сфері свободи совісті та віросповідання відповідно до міжнародно-правових норм та стандартів // Наукові записки Інституту законодавства Верховної Ради України. — 2012. — № 4. — С. 37 — 40.
129. Мищак І. М. Трансформація міжнародно-правових норм у сфері свободи совісті та віросповідання в конституційне законодавство України // Конституційні засади модернізації України. — К. : Інститут законодавства Верховної Ради України, 2012. — С. 303–311.
130. Революція в культурі (Формування державної гуманітарної політики під час Української революції 1917–1921 років). У 2-х т. / Вступне слово В. М. Литвина, Голови Верховної Ради України, академіка НАН України; упоряд. : О. С. Онищенко, О. Л. Копиленко, Є. Р. Бершеда, І. М. Мищак. — Репринт. вид. — К. : Інститут законодавства Верховної Ради України, 2012. — Т. 1. — 440 с. — (Серія: Із першоджерел. — Вип. V).
131. Революція в культурі (Формування державної гуманітарної політики під час Української революції 1917–1921 років). У 2-х т. / Вступне слово В. М. Литвина, Голови Верховної Ради України, академіка НАН України; упоряд. : О. С. Онищенко, О. Л. Копиленко, Є. Р. Бершеда, І. М. Мищак. — Репринт. вид. — К. : Інститут законодавства Верховної Ради України, 2012. — Т. 2. — 368 с. — (Серія: Із першоджерел. — Вип. V).
132. Мищак І. М. Законодавче забезпечення реалізації права людини на свободу совісті та віросповідання в Україні // Державно-конфесійні відносини в Україні: сучасний стан та тенденції розвитку / За ред. В. Д. Бондаренка та І. М. Мищака. — К. : Видавництво НПУ ім. М. П. Драгоманова, 2012. — 518 с. — С. 158–167.
133. Мищак І. М. Нормативно-правове забезпечення державного управління та державної служби в Стародавньому Єгипті // Наукові записки Інституту законодавства Верховної Ради України. — 2012. — № 5. — С. 190–193.
134. Мищак І. М. Закон України «Про громадські об'єднання» як новий етап на шляху реалізації конституційного права громадян на свободу об'єднання // Наукові записки Інституту законодавства Верховної Ради України. — 2012. — № 6. — С. 43 — 47.
135. Депутат в українському парламенті (науково-практичний посібник). — К. : Парламентське видавництво, 2013. — 260 с. (член колективу авторів).
136. Мищак І. М. Законодавче забезпечення місцевого самоврядування в Україні та перспективи його удосконалення // Наукові записки Інституту законодавства Верховної Ради України. — 2013. — № 1. — С. 54 — 57.
137. Мищак І. М. Польська історіографія польсько-українських відносин у роки Другої світової війни // Гілея. — 2013. — № 71 (№ 4). — С. 264–269.
138. Мищак І. М. Вплив політико-правових положень дхармашастр та артхашастр на становлення системи державного управління в Стародавній Індії // Наукові записки Інституту законодавства Верховної Ради України. — 2013. — № 2. — С. 18 — 22.
139. Проблеми законодавчого забезпечення пріоритетних сфер суспільних відносин (на основі аналізу законопроектів, включених до порядку денного десятої та одинадцятої сесій Верховної Ради України шостого скликання) / Заг. ред. В. В. Рибака. — Том 5. — К. : Інститут законодавства Верховної Ради України, 2013. — 717 с. (член колективу авторів).
140. Мищак І. М. Конституційно-правове забезпечення охорони культурної спадщини в Україні // Наукові записки Інституту законодавства Верховної Ради України. — 2013. — № 3. — С. 31 — 37.
141. Мищак І. М. Правове становище військовослужбовців і державних службовців у Стародавньому Вавилоні // Наукові записки Інституту законодавства Верховної Ради України. — 2013. — № 5. — С. 15 — 19.
142. Мищак І. М. Конституційно-правове забезпечення мовних прав громадян України // Конституційний процес в Україні: сучасний стан і стратегічні пріоритети. — К. : Інститут законодавства Верховної Ради України, 2013. — С. 84 — 90.
143. Мищак І. М. Проблеми та перспективи реформування місцевого самоврядування в Україні // Історико-політичні студії: зб. наук. пр. — 2013. — № 1. — С. 81-87.
144. Законодавство України: науково-практичний класифікатор / переднє слово В. В. Рибака. — К. : Юрінком Інтер, 2013. — 368 с. (член колективу авторів).
145. Мищак І. М. Нормотворча діяльність ООН щодо забезпечення права людини на освіту та імплементація цих норм в Україні // Правничий часопис Донецького університету. — 2013. — № 2 (30). — С. 164–171.
146. Мищак І. М. Нормативно-правове забезпечення державного управління та державної служби в Стародавньому Китаї // Наукові записки Інституту законодавства Верховної Ради України. — 2013. — № 6. — С. 12-15.
147. Мищак І. М. Основні напрямки розвитку законодавства щодо охорони культурної спадщини в Україні // Наукові записки Інституту законодавства Верховної Ради України. — 2014. — № 1. — С. 14-19.
148. Мищак І. М. Удосконалення нормативно-правового забезпечення учнівського та студентського самоврядування в Україні у відповідності до міжнародних норм і стандартів // Наукові записки Інституту законодавства Верховної Ради України. — 2014. — № 2. — С. 44-50.
149. Міжнародно-правові акти у сфері ювенальної політики / Інститут законодавства Верховної Ради України, Представництво Дитячого фонду ООН (ЮНІСЕФ) в Україні. — К. : ФО-П Буря О. Д., 2014. — 712 с. (член колективу упорядників).
150. Мищак І. М. Робоча програма навчальної дисципліни «Нормативно-правове забезпечення загальної середньої освіти» (для бакалаврів). — К. : ТОВ «ЕТНА-1», 2014. — 22 с.
151. Мищак І. М. Робоча програма навчальної дисципліни «Нормативно-правове забезпечення вищої освіти» (для бакалаврів). — К. : ТОВ «ЕТНА-1», 2014. — 22 с.
152. Європейські стандарти законотворчої діяльності / Збірник документів. Пер. з іноз. мов / Заг. ред. В. О. Зайчука. — К. : Парлам. вид-во, 2014. — 338 с. (член колективу упорядників).
153. Проблеми законодавчого забезпечення пріоритетних сфер суспільних відносин (на основі аналізу законопроектів, включених до порядку денного другої та третьої сесій Верховної Ради України сьомого скликання) / Заг. ред. В. О. Зайчука, акад. НАПНУ — Том 6. — К. : Інститут законодавства Верховної Ради України, 2014. — 684 с. (член колективу авторів).
154. Мищак І. М. Нормативно-правове забезпечення формування Державного реєстру національного культурного надбання та шляхи його вдосконалення в Україні // Наукові записки Інституту законодавства Верховної Ради України. — 2014. — № 4. — С. 19-24.